# 873
Het jaar 873 is het 73e jaar in de 9e eeuw volgens de christelijke jaartelling.

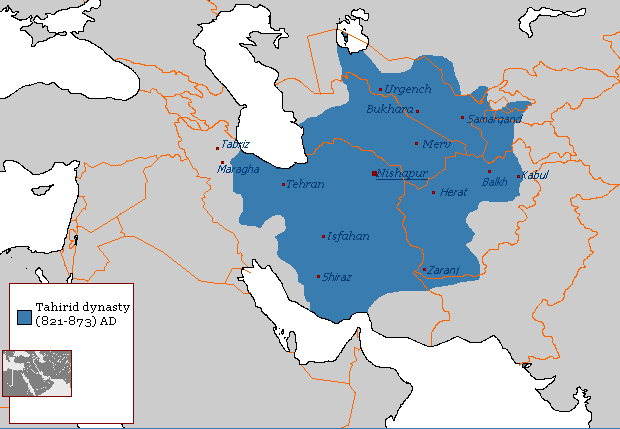
De Tahiriden-dynastie (821 - 873)

## Gebeurtenissen

### Brittannië
- Het Grote Deense leger onder leiding van Halfdan en Guthrum valt Mercia binnen en verovert de hoofdstad Repton. De Vikingen slaan in Derbyshire een winterkamp op. Bewijs van hun verblijf is een massagraf van 250 personen in Repton en enige tientallen grafheuvels met daarin de resten van crematies in het nabijgelegen Ingleby.[1]

### Europa
- Karloman de Blinde, zoon van koning Karel de Kale, wordt wegens hoogverraad ter dood veroordeeld. Karel laat hem de ogen uitsteken en opsluiten in de abdij van Corbie. Kort daarna weet Karloman te ontsnappen en vlucht naar zijn oom Lodewijk de Duitser. Die benoemt hem tot abt van de abdij van Echternach (huidige Luxemburg).
- Zomer - De Vikingen onder bevel van Rodulf voeren een plundertocht in Noord-Friesland. Inwoners van Oostergo, waar een zekere Albdag graaf is, weigeren belasting (Danegeld) te betalen en doden Rodulf met enkele honderden van zijn mannen in een gevecht.[2]

### Arabische Rijk
- De Tahiriden-dynastie, in de Arabische provincie Khorasan (huidige oosten van Iran), houdt op te bestaan. Het gebied wordt ingelijfd door de Saffariden, de hoofdstad Nisjapoer wordt veroverd.

### China
- 15 augustus - Keizer Yi Zong (Li Wen) overlijdt na een regeerperiode van 13 jaar. Hij wordt opgevolgd door zijn 11-jarige zoon Xi Zong als heerser van het Chinese Keizerrijk.

## Geboren
- Ebalus, hertog van Aquitanië (waarschijnlijke datum)
- Ordoño II, koning van Galicië en León (waarschijnlijke datum)

## Overleden
- 15 augustus - Yi Zong (39), keizer van het Chinese Keizerrijk
- Al-Kindi, Arabisch filosoof en wetenschapper (waarschijnlijke datum)
- Christianus van Auxerre, Frankisch monnik en bisschop
- Hunayn ibn Ishaq (65), Arabisch fysicus en wetenschapper
- Ivar Ragnarsson, Deens Vikingleider (waarschijnlijke datum)
- Meklan, hertog van Bohemen (waarschijnlijke datum)
- Rodulf, Deens Vikingleider (mogelijk gedood bij Dokkum)